# 瑟莫赫特
瑟莫赫特（Semerkhet）是古埃及第一王朝的第六位法老，其统治在公元前2950年前后。瑟莫赫特统治期间记载甚少，但是据曼涅托的记载，他的统治似乎经历了一段困难时期——其间发生了数次灾难——曼涅托认为这皆是因为瑟莫赫特是篡位者。人们认为瑟莫赫特曾故意将阿涅德吉布的王名从众多的文物中抹去，但是瑟莫赫特本人的王名其后也被从萨卡拉王表中剔除。尽管其统治时长仅为9年，但是瑟莫赫特仍然修建了一座比阿涅德吉布的大得多的皇家陵墓。除此之外，瑟莫赫特之名只在两件当时的艺术品，以及巴勒莫石碑中提及。

## 统治期
虽然据公元前三世纪的祭司曼涅托的记载，瑟莫赫特统治了埃及18年；而据都灵王表记载（此中他被称为瑟姆瑟姆），他的统治期则长达72年。这两个数据均被认为不如第五王朝的巴勒莫石碑的记载可靠。托比·威尔金森在刊于《皇家古埃及年鉴》的对巴勒莫石碑所作的分析中特别指出，该石碑铭文中提及了：“瑟莫赫特统治了八年半（这一数据十分肯定，因为整个统治期即记录在此）”。瑟莫赫特写于“王宫门面”上的王名亦在该铭文中得以保存；所以，这里提及的九年统治期只能归于其名下。威尔金森据此认为瑟莫赫特的统治期为整9年，或者略少于9年。
巴勒莫石碑所记的瑟莫赫特统治期间的唯一事件似乎是一场宗教仪式。此外，还发现了一个提及他和荷奴卡——一位相继侍奉了瑟莫赫特和其继承者卡的权贵显要——的名字的象牙图章。巴勒莫石碑中还提及了一位名为“巴蒂里特斯”的女士，似乎是瑟莫赫特的母亲。